# Comuna Udbina, Lika-Senj
Udbina (sârbă Удбина) este o comună în cantonul Lika-Senj, Croația, având o populație de 1.874 de locuitori (2011).

## Demografie
Componența etnică a comunei Udbina
     Sârbi (51,12%)
     Croați (45,04%)
     Necunoscut (1,12%)
     Neclasificat (2,13%)
Componența confesională a comunei Udbina
     Ortodocși (48,56%)
     Catolici (44,02%)
     Fără religie și atei (2,61%)
     Musulmani (1,97%)
     Necunoscută (2,08%)
     Alte religii (0,75%)
Conform recensământului din 2011, comuna Udbina avea 1.874 de locuitori. Din punct de vedere etnic, majoritatea locuitorilor (51,12%) erau sârbi, cu o minoritate de croați (45,04%). Apartenența etnică nu este cunoscută în cazul a 1,12% din locuitori. Nu există o etnie majoritară, locuitorii fiind ortodocși (48,56%), catolici (44,02%), persoane fără religie și atei (2,61%) și musulmani (1,97%). Pentru 2,08% din locuitori nu este cunoscută apartenența confesională.